# The Angry Birds Movie
The Angry Birds Movie (Nederlands: Angry Birds: De Film) is een Amerikaans-Finse computeranimatiefilm uit 2016, geregisseerd door Clay Kaytis en Fergal Reilly. De film is gebaseerd op de computerspelserie met dezelfde naam en werd geproduceerd door Rovio Entertainment en Sony Pictures Imageworks.

## Verhaal
Een groepje vogels die op een paradijseiland verblijven zijn erg gelukkig ook al kunnen ze niet vliegen, met een paar uitzonderingen als de slecht gehumeurde Red, de hyperactieve razendsnelle Chuck en de opvliegende met een heel kort lontje Bomb. Als er een aantal groene varkentjes op bezoek komen zijn het natuurlijk de drie buitenbeentjes die uitvogelen wat deze varkens in hun schild voeren.

## Stemverdeling
| Personage       | Engelse stem       | Nederlandse stem (NL) | Nederlandse stem (BE) |
| --------------- | ------------------ | --------------------- | --------------------- |
| Red             | Jason Sudeikis     | Eddy Zoëy             | Stijn Cole            |
| Chuck           | Josh Gad           | Enzo Knol             | Sven De Ridder        |
| Bomb            | Danny McBride      | Murth Mossel          | Dominique Van Malder  |
| Matilda         | Maya Rudolph       | Isa Hoes              | Tiny Bertels          |
| Leonard         | Bill Hader         | Ruben Nicolai         | Alex Agnew            |
| Mighty Eagle    | Peter Dinklage     | Frank Lammers         | Ivan Pecnik           |
| Terence         | Sean Penn          | Sean Penn             | Sean Penn             |
| Judge Peckinpah | Keegan-Michael Key | Jörgen Raymann        | Onbekend              |
| Stella          | Kate McKinnon      | Robin Martens         | Onbekend              |
| Ross            | Tony Hale          | Giel Beelen           | William Boeva         |